# العلاقات الألمانية البالاوية
العلاقات الألمانية البالاوية هي العلاقات الثنائية التي تجمع بين ألمانيا وبالاو.

## مقارنة بين البلدين
هذه مقارنة عامة ومرجعية للدولتين:
| وجه المقارنة                                              | ألمانيا                                                                              | بالاو                         |
| --------------------------------------------------------- | ------------------------------------------------------------------------------------ | ----------------------------- |
| المساحة (كم2)                                             | 357.41 ألف                                                                           | 465                           |
| عدد السكان (نسمة)                                         | 81.29 مليون                                                                          | 21.73 ألف                     |
| الكثافة السكانية (ن./كم²)                                 | 227.44                                                                               | 4.67 ألف                      |
| العاصمة                                                   | بون، برلين                                                                           | نغيرولمود، كورور              |
| اللغة الرسمية                                             | اللغة الألمانية                                                                      | لغة إنجليزية، اللغة البالاوية |
| العملة                                                    | يورو، مارك ألماني                                                                    | دولار أمريكي                  |
| الناتج المحلي الإجمالي (بليون دولار)                      | 3.68 تريليون                                                                         | 291.54 مليون                  |
| الناتج المحلي الإجمالي (تعادل القوة الشرائية) بليون دولار | 3.92 تريليون                                                                         | 326.12 مليون                  |
| الناتج المحلي الإجمالي الاسمي للفرد دولار أمريكي          | 41.31 ألف                                                                            | 13.50 ألف                     |
| الناتج المحلي الإجمالي للفرد دولار أمريكي                 | 46.40 ألف                                                                            | 14.76 ألف                     |
| مؤشر التنمية البشرية                                      | 0.926                                                                                | 0.780                         |
| رمز المكالمات الدولي                                      | +49                                                                                  | +680                          |
| رمز الإنترنت                                              | .de                                                                                  | .pw                           |
| المنطقة الزمنية                                           | توقيت وسط أوروبا، ت ع م+01:00، ت ع م+02:00، توقيت أوروبا الوسطى المعياري (ت غ م +1) ‏ | ت ع م+09:00                   |

## منظمات دولية مشتركة
يشترك البلدان في عضوية مجموعة من المنظمات الدولية، منها:
| علم المنظمة | اسم المنظمة                        | تاريخ انضمام ألمانيا | تاريخ انضمام بالاو |
| ----------- | ---------------------------------- | -------------------- | ------------------ |
|             | مؤسسة التمويل الدولية              | 20 يوليو 1956        | 16 ديسمبر 1997     |
|             | منظمة حظر الأسلحة الكيميائية       | 29 أبريل 1997        | ?                  |
|             | يونسكو                             | 11 يوليو 1951        | 20 سبتمبر 1999     |
|             | الأمم المتحدة                      | 18 سبتمبر 1973       | 15 ديسمبر 1994     |
|             | البنك الدولي للإنشاء والتعمير      | 14 أغسطس 1952        | 16 ديسمبر 1997     |
|             | مؤسسة التنمية الدولية              | 24 سبتمبر 1960       | 16 ديسمبر 1997     |
|             | بنك التنمية الآسيوي                | 1966                 | 2003               |
|             | وكالة ضمان الاستثمار متعدد الأطراف | 12 أبريل 1988        | 16 ديسمبر 1997     |

## وصلات خارجية
- موقع وزارة الخارجية الألمانية